# ᜀ
En el sistema de escritura de baybayin, la letra ᜀ es un carácter silábico que se corresponde con la vocal a. 

## Unicode
Esta letra tiene el código de Unicode U+1700, situado en el bloque tagalo.
| Carácter      | ᜀ                | ᜀ                |
| ------------- | ---------------- | ---------------- |
| Unicode       | TAGALOG LETTER A | TAGALOG LETTER A |
| Codificación  | decimal          | hex              |
| Unicode       | 5888             | U+1700           |
| UTF-8         | 225 156 128      | E1 9C 80         |
| Ref. numérica | &#5888;          | &#x1700;         |